# Ernie Banks
Ernest Clinton Banks (ur. 31 stycznia 1931, zm. 23 stycznia 2015) – amerykański baseballista, który występował na pozycji łącznika i pierwszobazowego przez 19 sezonów w Chicago Cubs. Nosił przydomek „Mr. Cub”.

## Kariera zawodnicza
Banks początkowo grał w zespole Kansas City Monarchs, występującym w Negro American League. We wrześniu 1953 podpisał kontrakt jako wolny agent z Chicago Cubs, jednocześnie stając się pierwszym w historii klubu afroamerykaninem. W Major League Baseball zadebiutował 17 września 1953 w meczu przeciwko Philadelphia Phillies. W sezonie 1954, po zakończeniu kariery przez łącznika Roya Smalleya, zaczął regularnie grać na tej pozycji. Rok później zdobył pięć grand slamów w jednym sezonie i tym samym ustanowił rekord w Major League, który został pobity w 1987 roku przez Dona Mattingly'ego. W 1958 zwyciężając w lidze w klasyfikacji pod względem zaliczonych RBI (129), zdobytych home runów (44), mając najlepszy slugging percentage (0,614) i ze średnią uderzeń 0,313, został wybrany najbardziej wartościowym zawodnikiem.
30 czerwca 1959 brał udział w jednej z nietypowych zagrywek w historii baseballu. W meczu St. Louis Cardinals – Chicago Cubs, w pierwszej połowie czwartej zmiany przy próbie odbicia Stana Musiala, miotacz Cubs Bob Anderson narzucił trzy balle i jeden strike. Następnie wykonał wild pitch, a piłka uderzając w łapacza Sammy’ego Taylora i sędziego Vica Delmora, powędrowała pod backstop (bariera za łapaczem, oddzielająca trybunę od boiska). Sędzia uznał to za czwarty ball i Musial otrzymał bazę za darmo. Piłka jednak ciągle była w grze (ang. fair ball), więc Musial podjął próbę zdobycia drugiej bazy; piłkę chwycił chłopiec do podawania kijów i podał ją sprawozdawcy meczowemu Patowi Piperowi. Trzeciobazowy Cubs Al Dark pobiegł do backstopu, odzyskał piłkę i skierował ją w stronę drugiej bazy do Banksa. W tym samym czasie sędzia Delmore wprowadził do gry nową piłkę, podał Andersonowi, który rzucił ją zbyt wysoko do drugobazowego Tony’ego Taylora. W efekcie Banks, który był w posiadaniu właściwej piłki, dotknął Musiala rękawicą, gdy próbował zaliczył trzecią bazę. Po naradzie sędziowie uznali to za aut, pomimo protestów menadżera Cardinals Solly'ego Hemusa, który twierdził, że grę utrudnił chłopiec do podawania piłek i Musial powinien był zostać na boisku. Ostatecznie Cubs przegrali mecz 1–4.
W sezonie 1959 został MVP National League po raz drugi z rzędu, zdobywając 45 home runów (2. wynik w lidze) i ponownie zaliczając najwięcej RBI (143). W tym samym roku władze miasta Chicago zaproponowały, by jeden dzień nazwać jego imieniem, jednak początkowo Banks odmówił. Ostatecznie 15 sierpnia 1964 burmistrz miasta Richard J. Daley ustanowił Ernie Banks Day. 12 maja 1970 zdobył 500. home runa w karierze, którą zakończył rok później. 

## Późniejszy okres
W 1977 wybrano go do Galerii Sław Baseballu, a pięć lat później został pierwszym zawodnikiem Cubs, którego numer został zastrzeżony przez klub. Zmarł 23 stycznia 2015.

## Nagrody i wyróżnienia
| Nagroda/wyróżnienie                    | Lata                                                                                     | Źródło |
| 2× MVP National League                 | 1958, 1959                                                                               | [ 5 ]  |
| 14× All-Star                           | 1955, 1956, 1957, 1958, 1959¹, 1959², 1960¹ 1960², 1961², 1962¹, 1962², 1965, 1967, 1969 | [ 5 ]  |
| Gold Glove Award                       | 1960                                                                                     | [ 14 ] |
| Lou Gehrig Memorial Award              | 1967                                                                                     | [ 15 ] |
| Major League Baseball All-Century Team |                                                                                          | [ 16 ] |
| Baseball Hall of Fame                  | od 1977                                                                                  | [ 11 ] |
| # 14 zastrzeżony przez Cubs            | 1982                                                                                     | [ 12 ] |

## Odznaczenia
- Prezydencki Medal Wolności (2013)[17]